# 佐賀市交通局

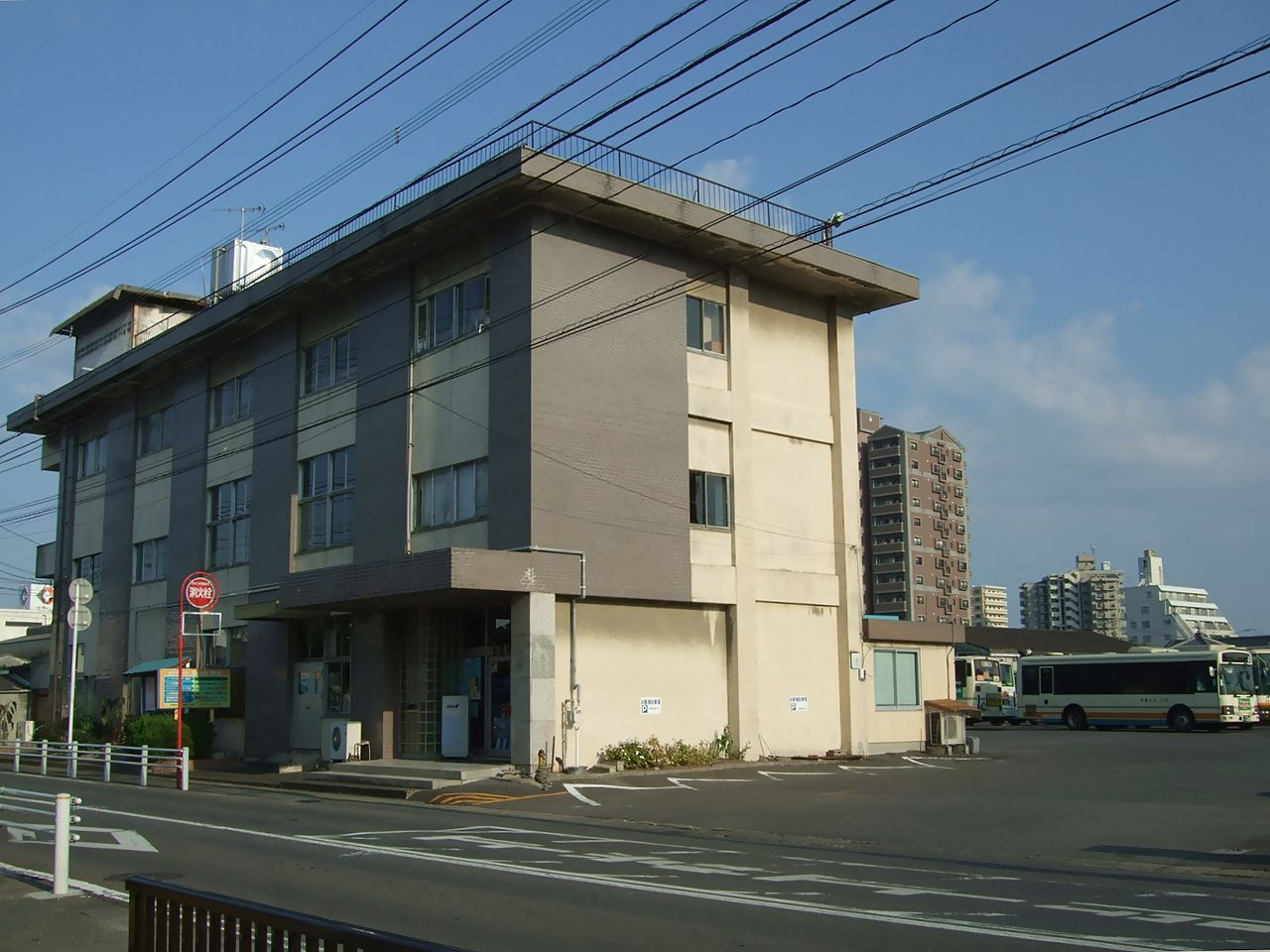
局舎・車庫

佐賀市交通局（さがしこうつうきょく）は、佐賀県佐賀市の路線バス事業を担う地方公営企業法、および、佐賀市自動車運送事業の設置等に関する条例（平成17年10月1日佐賀市条例第234号）に基づく地方公営企業である。通称は佐賀市営バス。1936年（昭和11年）10月10日に事業開始した。交通局事務所及び車庫所在地は佐賀市愛敬町4番23号。
現在は路線バス専業となっており、佐賀駅に隣接する佐賀駅バスセンターを拠点として佐賀市内各方面に路線を持つ。また佐賀市内から佐賀空港への空港連絡バスも運行している。赤字路線が多いため経営は厳しい。累積赤字は6億円を超えており、木下敏之前市長の時代には2009年（平成21年）度までに黒字転換しない場合には民営化、との素案が出されていた。かつては貸切バス事業も行っていたが、民営化への準備の一環として2005年（平成17年）3月31日に廃止された。
秀島敏行現市長への交代後は合理化を徹底した上で市による経営を維持する方向に転換している。ただし、地方財政健全化法に基づく「資金不足比率」の計算においては資金不足と判定されたため、2013年（平成25年）度までに資金不足比率を下げるとした経営健全化計画が策定されている。

## 沿革

### 昭和
- 1935年（昭和10年）11月27日 - 佐賀市が旅客自動車運送事業免許を取得。
- 1936年（昭和11年）10月10日 - 佐賀市交通課として営業開始。当初の免許キロ数18.3キロ、車両は中型14人乗り6台、8人乗り8台の計14台体制。
- 1945年（昭和20年）7月 - 事務所・車庫を赤松町中ノ館に移転。
- 1950年（昭和25年）4月5日 - 事務所・車庫を愛敬町（現在地）に移転。
- 1951年（昭和26年）
  - 5月11日 - 佐賀市が貸切旅客自動車運送事業免許を取得。
  - 6月10日 - 貸切バス事業を開始。
- 1952年（昭和27年）10月1日 - 地方公営企業化。
- 1955年（昭和30年）11月1日 - 佐賀 - 柳川間に路線バスの運行を開始（西日本鉄道と相互乗り入れ運行）。これにより福岡県大川市・柳川市・三橋町内にバス路線を持つ。
- 1956年（昭和31年）4月1日 - 改組。佐賀市交通部となる。
- 1966年（昭和41年）4月1日 - ワンマンバス運行開始。
- 1967年（昭和42年）4月1日 - 改組。佐賀市交通局となる。
- 1975年（昭和50年）3月21日 - 全面ワンマン化。
- 1976年（昭和51年）10月18日 - 佐賀駅バスセンター開業に伴い、同バスセンターへ乗り入れ開始。
- 1987年（昭和62年）3月28日 - 国鉄佐賀線廃止に伴う代替バス運行開始。

### 平成
- 1992年（平成4年）12月1日 - 国鉄佐賀線廃止に伴い運行した急行2便廃止。
- 1997年（平成9年）12月1日 - 初乗り150円、1キロ当たり賃率40円70銭とする運賃改定実施。
- 1998年（平成10年）
  - 4月28日 - レトロ調ボンネットバスを使用する市街地無料循環バス「きゃあもんバス」の受託運行開始。
  - 7月18日 - 市内定期観光バスの受託運行開始。
  - 7月28日 - 佐賀空港連絡バスを運行開始。佐賀 - 柳川線は西日本鉄道の単独運行となり、福岡県内からは撤退。
- 2001年（平成13年）
  - 3月31日 - 「きゃあもんバス」および定期観光バスの運行終了。
  - 4月28日 - 中心市街地周遊バス「さがんバス」を運行開始（元「きゃあもんバス」専用車両を使用）。
- 2002年（平成14年）
  - 6月14日 - 「さがんバス」の運行終了。
  - 6月15日 - 全面ダイヤ改正。
- 2004年（平成16年）3月31日 - 霊柩車事業廃止。
- 2005年（平成17年）3月31日 - 将来の民営化への準備の一環として貸切バス事業を廃止。
- 2006年（平成18年）12月5日 - 株式会社イズミの費用補助により、ゆめタウン佐賀への乗り入れを開始。これに伴い路線の一部を見直し。
- 2008年（平成20年）
  - 6月30日 - 路線の一部見直し及び一部ダイヤ改正。唯一佐賀市外（神埼市）に乗り入れていた62系統 迎島線が廃止。全路線が佐賀市内で完結することになった。
  - 10月1日 - 全面ダイヤ改正
    - 時刻表通りの運転ができていない路線の見直し、通勤・通学時間帯の調整
    - 路線名の変更・11箇所の停留所新設・12箇所の停留所名変更
      - 佐賀大学医学部線に関しては2003年の佐賀大学と佐賀医科大学の統合以降も停留所・路線名共に「医大」のままであったが、すべて「佐大医学部」に変更された。
- 2012年（平成24年）
  - 1月18日 - 佐賀空港に国際線（上海線）が就航したことに伴い、運航日に佐賀空港への直行連絡バス運行開始。
- 2013年（平成25年）
  - 4月1日 - 路線の一部見直しを含めた全面ダイヤ改正。佐賀女子短期大学付属佐賀女子高等学校が佐賀女子短期大学そばの佐賀球場跡地に移転することや、佐賀県立病院が佐賀市嘉瀬町に移転することなどによるダイヤ改正である。
    - 一部路線名の変更・停留所の改称[1]（佐大医学部→佐賀大学病院、県立病院東門→大隈記念館入口、県立病院前→佐賀城跡東、佐賀女子短大前→佐賀女子短大・高校前、江頭公民館前→鍋島駅北、鍋島農協前→JA鍋島支所前、巨勢農協前→JA巨勢農協前）。

  - 5月2日 - 佐賀市嘉瀬地区に移転・開院した佐賀県医療センター好生館への乗り入れを開始。また、同日より6か月間の試験運行として、南部・医療センター線が新設された[2]。
  - 11月1日 - 南部・医療センター線の試験運行を2014年（平成26年）3月31日まで延長[3]。
  - 12月20日 - 佐賀空港への新たな国際線（ソウル線）の就航に伴い、佐賀空港線の直行連絡バス運行便数が増加。
- 2014年（平成26年）
  - 1月8日 - 一部ダイヤ改正。佐賀清和中学校・高等学校が佐賀市与賀町から兵庫北地区に校舎を新築・移転したことに伴い、最寄りとなる佐賀清和学園前バス停（兵庫北から改称）を経由する便が、通学時間帯を中心に増加した[4]。
  - 4月1日 - 消費税率の引上げに伴う運賃改定を実施[5]。
- 2015年（平成27年）
  - 7月4日 - 南部周遊バスを運行開始（土日祝日のみ運行、2016年3月27日まで）[6]。
  - 10月1日 - 一部路線の運行経路及びバス停名称の変更を実施[7]。
- 2016年（平成28年）
  - 4月2日 - ぐるっと世界遺産観光バスを運行開始（土日祝日のみ運行）[8]。
- 2017年（平成29年）
  - 2月16日 - nimoca導入。共通の交通系ICカード利用可[9]。
- 2019年（平成31年・令和元年）
  - 3月31日 - ぐるっと世界遺産観光バス運行終了。

### 令和
- - 10月1日 - 消費税率の引上げに伴う運賃改定を実施[10]。
- 2020年（令和2年）
  - 8月8日 - ゾンビランドサガ・フランシュシュ号ラッピングバス運行開始。
- 2022年（令和4年）
  - 1月31日 - ゾンビランドサガ・フランシュシュ号ラッピングバス運行終了。
  - 10月1日 - 全面ダイヤ改正。佐賀駅バスセンターリニューアルに伴う乗り場の変更、運転手不足に対応するためで、「24.平松循環線（博物館経由）」「南部・医療センター線」が廃止されたほか、「3.4.佐賀女子短大・高校線」と「6．佐賀城跡線」の土日祝便がほぼ半減されるなど休日ダイヤや最終便の減便が行われた。ほか、「59.鍋島駅・医療センター線」の終点をクレオパーク鍋島に変更、「22.龍谷学園・佐賀東高校線」の新設などが行われた。また、停留所名については「市文化会館前」が「SAGAサンライズパーク（市文化会館前）」に、「総合体育館前」が「SAGAサンライズパーク北」にそれぞれ変更された[11]。

## バス路線
佐賀市中心部にある佐賀駅バスセンターを拠点に、久保泉町・金立町以南の佐賀市域南側の平野部一帯に路線を持つ。
かつては佐賀市と佐賀市外（旧・佐賀郡域）を結ぶ路線も多数運行していたが、路線廃止・撤退のほか、運行地域の多くが市町村合併により佐賀市となったこともあり、2008年6月30日に迎島線が廃止されたのを最後に、全路線が佐賀市内となった。

### 路線・行先番号一覧
いわゆる系統番号ではないため、同じ路線であっても往路と復路では番号が異なる。同じ路線・同じ方向であっても、一部の施設に乗り入れる便と乗り入れない便が混在する路線があるほか、起点・終点が異なる場合もある。「（60番の終点である）清友病院発、佐賀駅バスセンター経由佐賀女子短期大学・高校行き」など複数路線をまたいで運行される便も多い。佐賀駅バスセンターを終点とする便については、経由地に関わらず共通の行先番号1番を表示する。佐賀駅バスセンターを経由しその先まで運行する便は、佐賀駅バスセンターから先の経路に対応した行先番号で運行する。
※1番を除き、すべて佐賀駅バスセンターから先の経路を示している。
| 行先 番号 | 路線名                     | 起点               | 経路・行先 |
| --------- | -------------------------- | ------------------ | --- |
| 1         |                            |                    | 佐賀駅バスセンター |
| 2         |                            |                    | 佐賀駅バスセンター→県庁前→佐嘉神社前                                                                                            |
| 3         | 佐賀女子短大・高校線       | 佐賀駅バスセンター | 唐人町→中の小路→辻の堂→西田代→佐賀女子短大・高校前                                                                              |
| 4         | 佐賀女子短大・高校線       | 佐賀駅バスセンター | 唐人町→中の小路→辻の堂→与賀町→佐賀大学前→佐賀女子短大・高校前                                                                   |
| 5         | ゆめタウン線               | 佐賀駅バスセンター | 佐賀学園北→ほほえみ館→夢咲コスモスタウン→ゆめタウン 佐賀学園北→ほほえみ館→佐賀清和学園前→ゆめタウン                             |
| 6         | 佐賀城跡線                 | 佐賀駅バスセンター | 唐人町→中の小路→県庁前→佐賀城跡                                                                                                 |
| 7         | 佐賀空港線                 | 佐賀駅バスセンター | 県庁前→博物館前→東与賀イオン前→小々森北→佐賀空港                                                                                |
| 11        | 佐賀大学・西与賀線         | 佐賀駅バスセンター | 大財町→片田江→辻の堂→佐賀大学前→丸目→くぼた特産物直売所前                                                                       |
| 12        | 佐賀大学・東与賀線         | 佐賀駅バスセンター | 大財町→片田江→辻の堂→佐賀大学前→本庄公民館前→東与賀支所前→大野                                                                  |
| 18        | 徳万・久保田線             | 佐賀駅バスセンター | 唐人町→中の小路→辻の堂→長瀬町→医療センター好生館→森林公園前→徳万→久保田支所前→くぼた特産物直売所前                              |
| 20        | 諸富・早津江線             | 佐賀駅バスセンター | 唐人町→中の小路→片田江→大崎→東高校前→光法→諸富橋→佐野・三重津歴史館入口→早津江                                                  |
| 21        | 諸富・橋津線               | 佐賀駅バスセンター | 唐人町→中の小路→片田江→朝日町→光法→諸富橋→味の素東門→徳富大橋→橋津 唐人町→中の小路→片田江→朝日町→光法→諸富橋→大津→徳富大橋→橋津 |
| 22        | 龍谷学園・佐賀東高校線     | 佐賀駅バスセンター | 唐人町→中の小路→片田江→龍校前→東高校前                                                                                          |
| 23        | 犬井道・大詫間線           | 佐賀駅バスセンター | 唐人町→中の小路→片田江→大崎→川副支所前→犬井道→和崎→大詫間                                                                       |
| 25        | 広江・和崎線               | 佐賀駅バスセンター | 唐人町→中の小路→博物館前→末次→広江→川副支所前→犬井道→和崎                                                                       |
| 26        | 平松循環線                 | 佐賀駅バスセンター | 護国神社前→辻の堂→平松老人センター→高伝寺前→中の館→唐人町→佐賀駅バスセンター（循環）                                            |
| 27        | 嘉瀬新町・久保田線         | 佐賀駅バスセンター | 唐人町→中の小路→辻の堂→長瀬町→医療センター好生館→嘉瀬元町→嘉瀬新町→くぼた特産物直売所前（→元小路）                              |
| 28        | 今宿・道崎線               | 佐賀駅バスセンター | 大財町→エスプラッツ前→中の小路→片田江→東佐賀→今宿町→高尾→道崎                                                                   |
| 29        | 蓮池・橋津線               | 佐賀駅バスセンター | 唐人町→中の小路→片田江→東佐賀→今宿町→蓮池公園前→橋津                                                                            |
| 30        | 尼寺・金立線               | 県庁前             | SAGAサンライズパーク→尼寺→金立いこいの広場→運転免許センター SAGAサンライズパーク→尼寺→来迎寺→運転免許センター                   |
| 32        | 二俣・金立公民館線         | 県庁前             | 佐賀学園北→佐賀北警察署前→二俣→健康運動センター→金立公民館                                                                      |
| 36        | 若楠・佐賀記念病院線       | 県庁前             | 電通通り→西九大神園前→運輸支局西→高木瀬西五丁目→佐賀記念病院                                                                    |
| 50        | 神野公園・佐賀大学病院線   | 県庁前             | 堀江通→昭和橋→神野公園→鍋島小学校前→医学部西→佐賀大学病院                                                                       |
| 51        | 卸センター・佐賀大学病院線 | 佐賀駅バスセンター | 電通通り→西九大神園南→卸センター前→鍋島小学校前→佐賀大学病院                                                                    |
| 56        | 兵庫・久保泉工業団地線     | 県庁前             | 佐賀中部病院西→うえむら病院前→徳永→久保泉工業団地                                                                               |
| 58        | 中折・クレオパーク鍋島線   | 県庁前             | 堀江通→どんどんどんの森前→北高前→新栄小前→鍋島駅南→クレオパーク鍋島                                                             |
| 59        | 鍋島駅・クレオパーク鍋島線 | 佐賀駅バスセンター | どんどんどんの森東→北高前→神栄団地→西佐賀団地→鍋島駅北→クレオパーク鍋島                                                         |
| 60        | 伊賀屋・清友病院線         | 県庁前             | 佐賀中部病院前→伊賀屋→川久保→清友病院前                                                                                         |
| 63        | 佐賀女子短大・高校線       | 佐賀駅バスセンター | 与賀町→佐賀大学前→佐賀大学西→旭学園通り南→佐賀女子短大・高校前（佐賀駅バスセンター - 与賀町間の途中停留所は通過）               |

#### 【7】佐賀空港線（連絡バス）
- 佐賀駅バスセンター - 駅南本町 - 県庁前 - 県庁舎 - 博物館前 - 袋入口 - 東与賀イオン前 - 小々森北 - 佐賀空港
- 直行：佐賀駅バスセンター - 佐賀空港

佐賀駅バスセンターと佐賀空港を連絡するリムジンバスで、1998年7月28日に佐賀空港が開港した当初から運行されている。佐賀空港を発着する航空機の時刻に合わせて運行される。直行は春秋航空の佐賀 - 上海線およびティーウェイ航空の佐賀 - ソウル線に合わせた運行日・時刻で運行され、途中停留所には停車しない。
運行開始以来、主に貸切路線兼用車が使用されていたが、春秋航空の就航に合わせ、同社接続便用としてハイデッカータイプのリムジンバス専用車が導入され、現在は国際線・国内線接続便ともに全便が専用車で運行されている。

### 廃止路線

#### 【62】迎島線
- 佐賀駅バスセンター - 唐人町 - 県庁前 - 佐嘉神社 - 片田江 - 東佐賀 - 牛島上 - 巨勢神社前 - 高尾 - 道崎 - 崎村宮前 - 黒津漁協組合前 - 千歳支所前 - 迎島

佐賀市中心部と神埼市千代田町東部を結ぶ路線。合併前の佐賀市・佐賀郡以外に乗り入れていた最後の路線。佐賀市・神埼市からの運行補助で路線を維持していたが利用者が著しく少なく収支改善の見込みが無いとして2008年6月ダイヤ改正で廃止。

#### 南部・医療センター線
- 諸富ハートフル - 佐野常民記念館入口 - 早津江 - 大詫間 - 川副支所前 - 広江 - 東与賀支所前 - 平松老人センター - 医療センター好生館

佐賀県立病院の移転により嘉瀬町に開院した佐賀県医療センター好生館と佐賀市南部の旧諸富町・川副町・東与賀町域を結ぶ路線。2013年5月2日に運行開始した。両方向ともに行先番号がなく、運行当時は佐賀市営バスの路線で唯一佐賀駅バスセンターを通らない路線だった。2022年10月ダイヤ改正で廃止。

#### 【準急】SAGAサンライズパーク線
- 佐賀駅バスセンター - 佐賀駅北口 - SAGAサンライズパーク

佐賀県総合運動場（SAGAサンライズパーク）の再整備およびSAGAアリーナの開業に伴い、2023年5月13日より運行開始。土曜・日祝日のみ運行。途中停車地は佐賀駅北口のみであった。2024年4月ダイヤ改正で廃止。大規模イベント時は臨時バス運行で代替する。

## 車両
国産4メーカー（いすゞ・日野・三菱ふそう・日産ディーゼル（当時、現「UDトラックス」））全社の車両を使用している。
1999年から2002年にかけて大型モノコックボディ車などの急速な車両代替を図るため、東京都営バスの中古車を導入したが、後述の中型ノンステップバスに代替され、2014年までに全廃されている。
2001年から2002年にかけて自局発注の中型ロングノンステップバスを5台導入し、また2002年度から継続的に自局発注の中型ノンステップバスが導入されているほか、東京都営バスからも中古車の中型ロングノンステップバスが随時導入されている。2015年9月時点では全体の約59%にあたる41台が、2018年9月時点では全体の約75%にあたる53台がノンステップバスとなっている。2019年には東京都営バスから大型ノンステップバスが2台、別事業者から小型ノンステップバスが2台導入された。
現在もゆめタウン線などでは大型車がメインで運用されているが、長年の利用客の減少や広江・和崎線、蓮池・橋津線など狭隘路線を複数抱えている事情もありその他の一般路線では中型車がメインで運用されている。
一般路線車の塗装は1983年から採用されているクリーム色地にターコイズブルーとオレンジ色の帯を配した塗装であるが、導入時期により塗り分けに違いがある。方向幕は順次LED式に交換が進められている。
レトロ調ボンネットバス（日産・シビリアンクラシックバス）が1台ある。1998年に「きゃあもんバス」用として導入され、「きゃあもんバス」の運行が終了したのち「さがんバス」に使用された。「さがんバス」は路線としては運行終了したが、車両自体の愛称ともなっている。現在では定期運用はなく、イベント時に臨時バスとして使用されることがある。
佐賀空港リムジンバスに使用される車両は5台ある。いずれもハイデッカーで、かつて保有していた貸切バスに準じた塗装である。春秋航空の佐賀 - 上海線運航開始当初に三菱エアロバス1台、その直後に日野セレガ1台、2014年5月に日野セレガ1台、2016年6月にいすゞガーラ1台、2017年に三菱ふそうエアロエース1台が導入された。これらの車は導入当初は国際線接続便のみに使用されていたが、車両増備により、それまで使用していた貸切路線兼用車に代わり国内線接続便にも使用されるようになった。
1994年までは貸切車とともに貸切路線兼用車も導入されていた。貸切バス事業廃止後も一部が残り、佐賀空港線を中心に路線バスとして使用されていた。2017年までに全廃されている。
貸切バスは、すべて競売された。

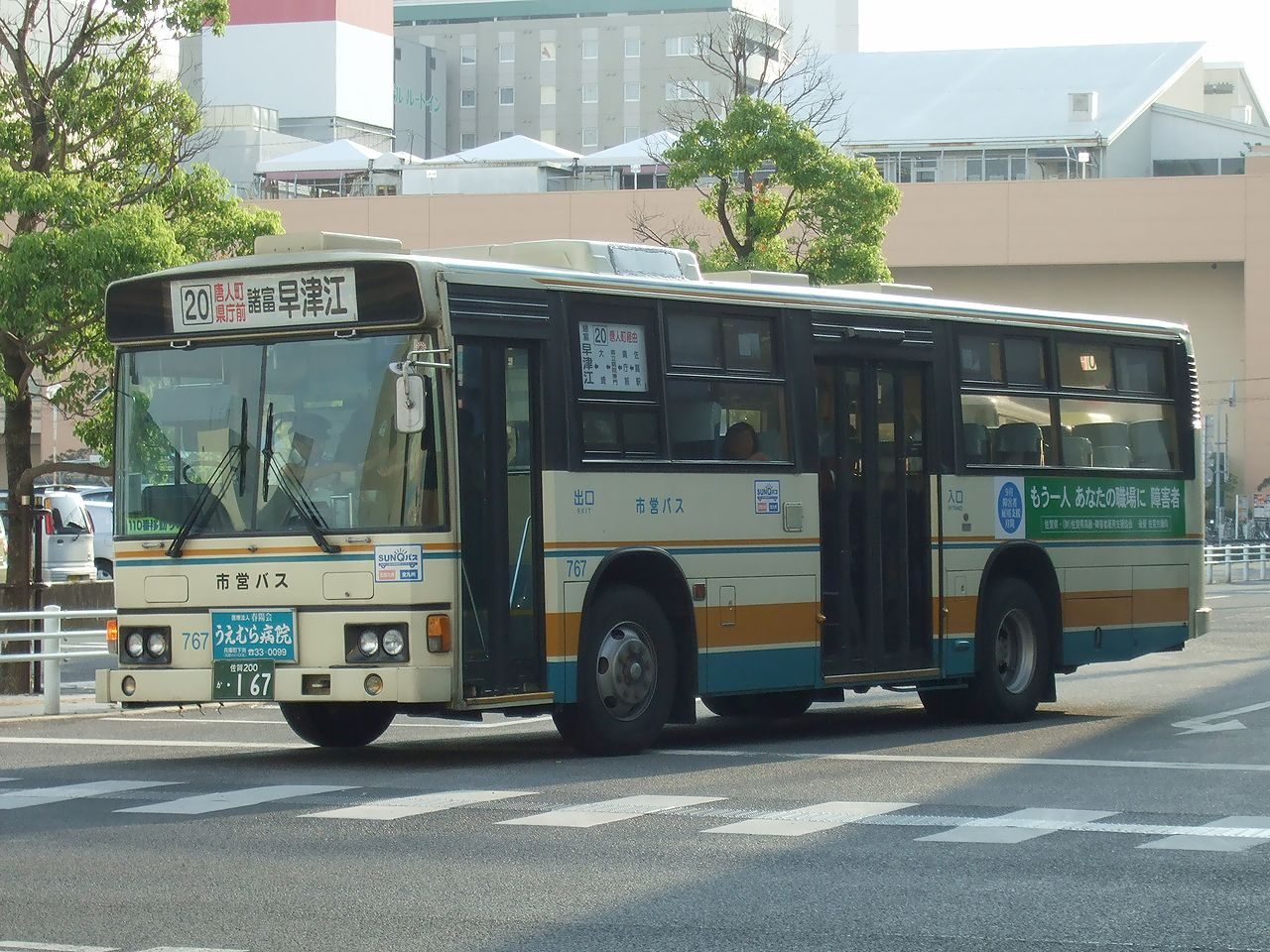
767 都営バスからの中古車。側面方向幕が都営時代のまま前扉の後ろについているのが特徴である。現在は廃車となった。
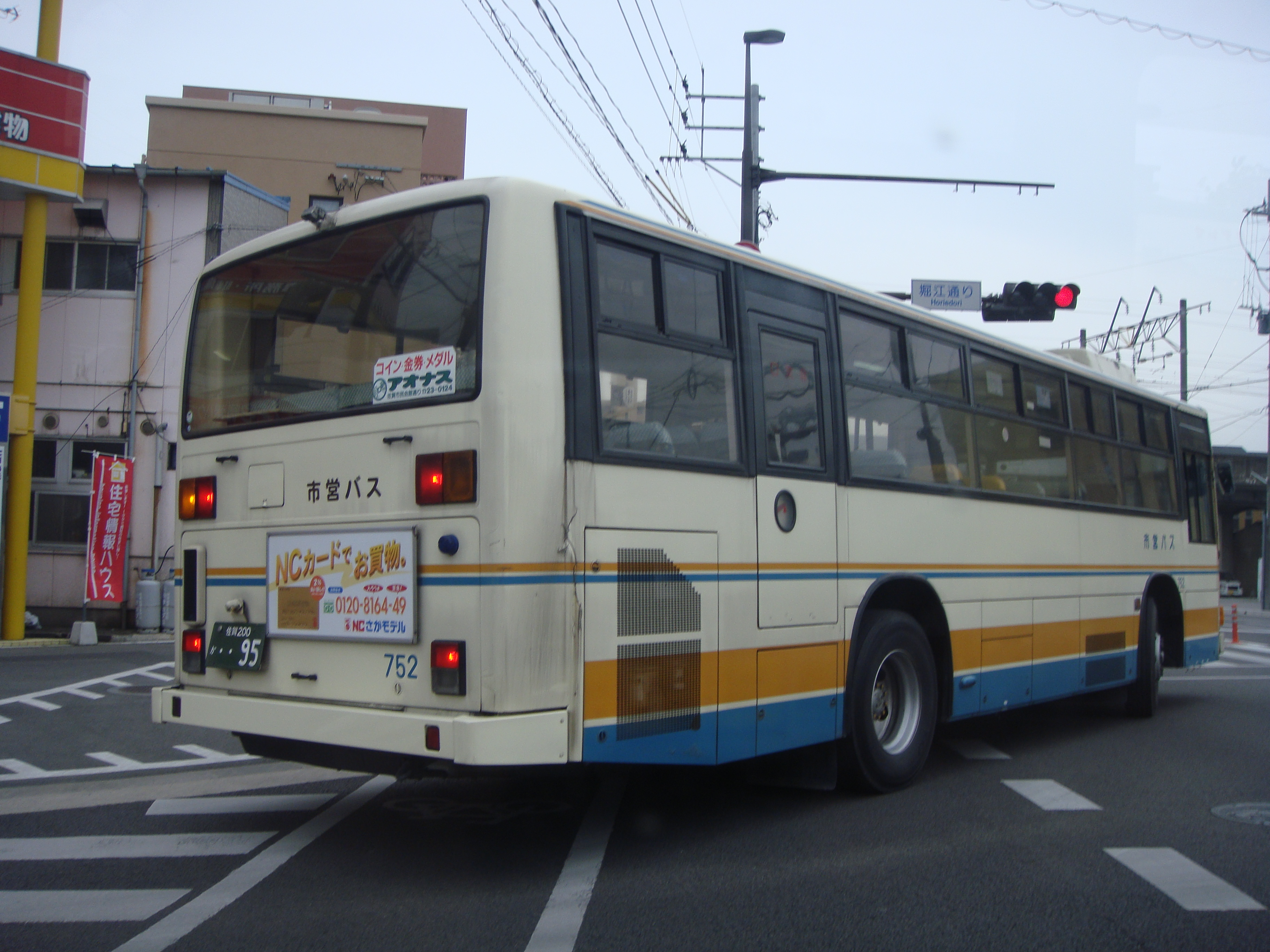
752 都営バスからの中古車。1999年に車体後方の行先表示を取りやめたあとに導入されたため、後方の方向幕が撤去されている（それまでに導入した車両は単に「佐賀市営バス」という字幕を常に掲げていた）。現在は廃車。なおその後、現行車両では車体後方の行先表示が復活している。
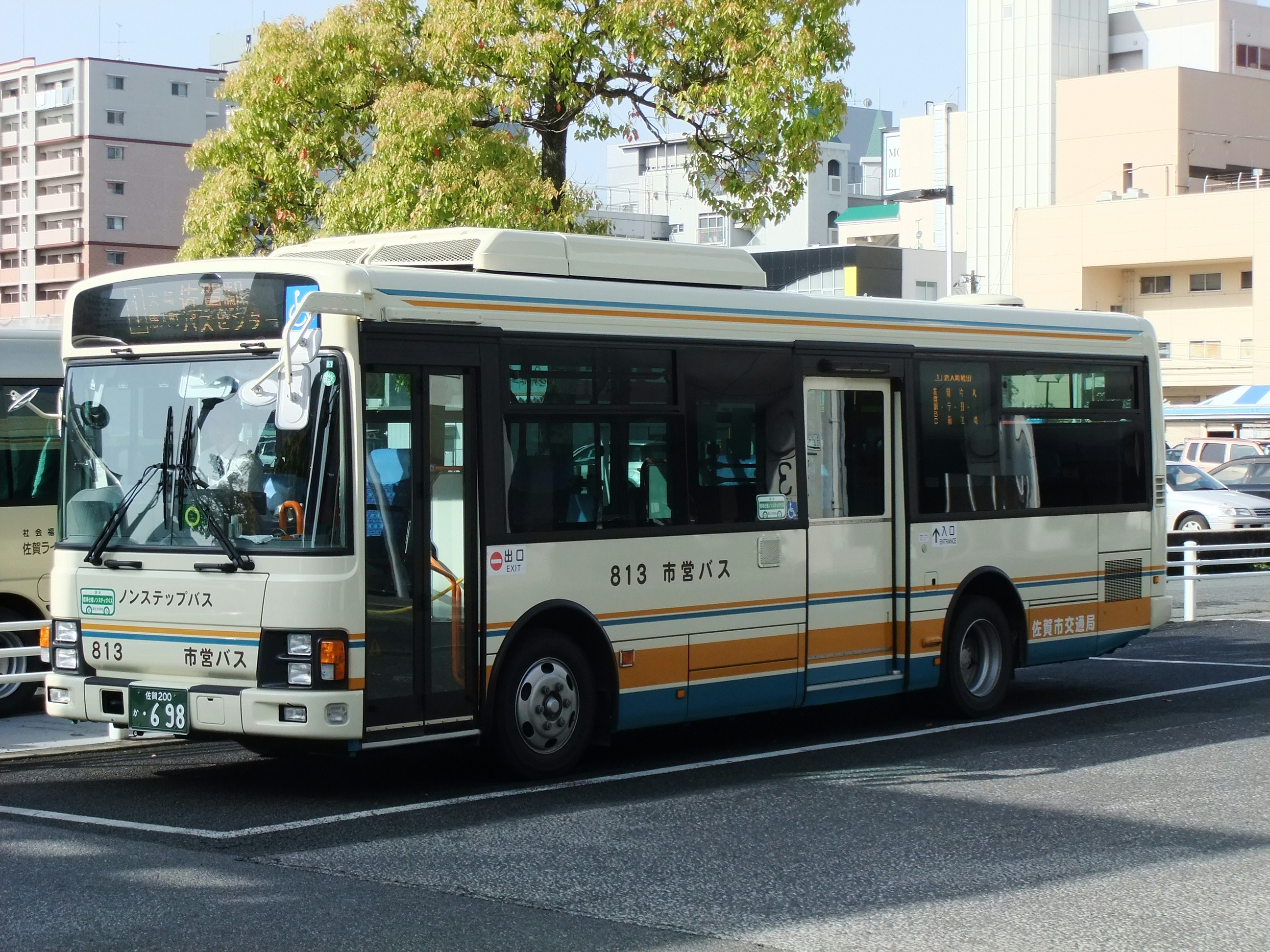
813 2002年以降導入されている中型ノンステップ車
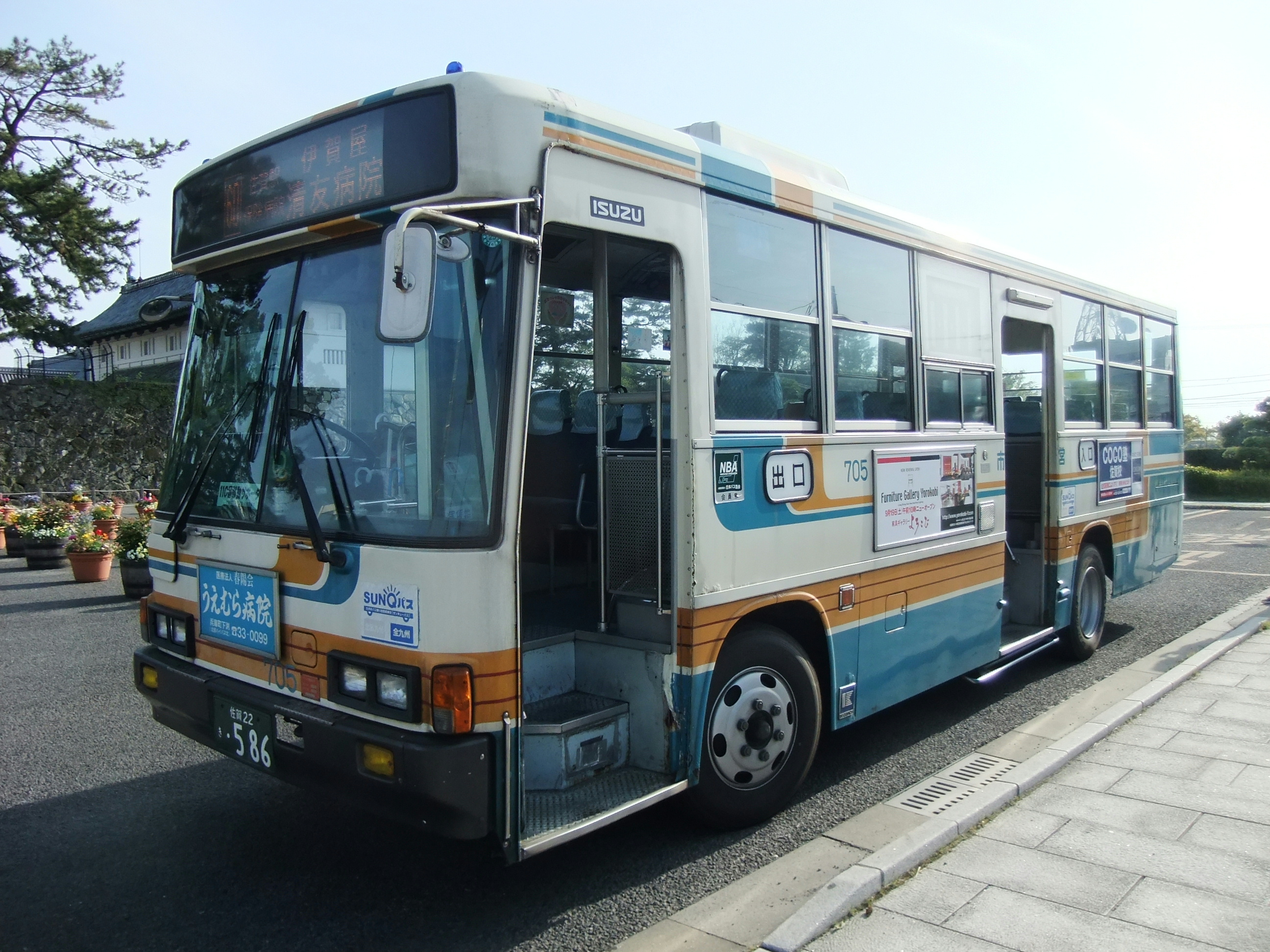
705 1995年式の車両で色は現行車と同じだが塗り分け方が異なる。
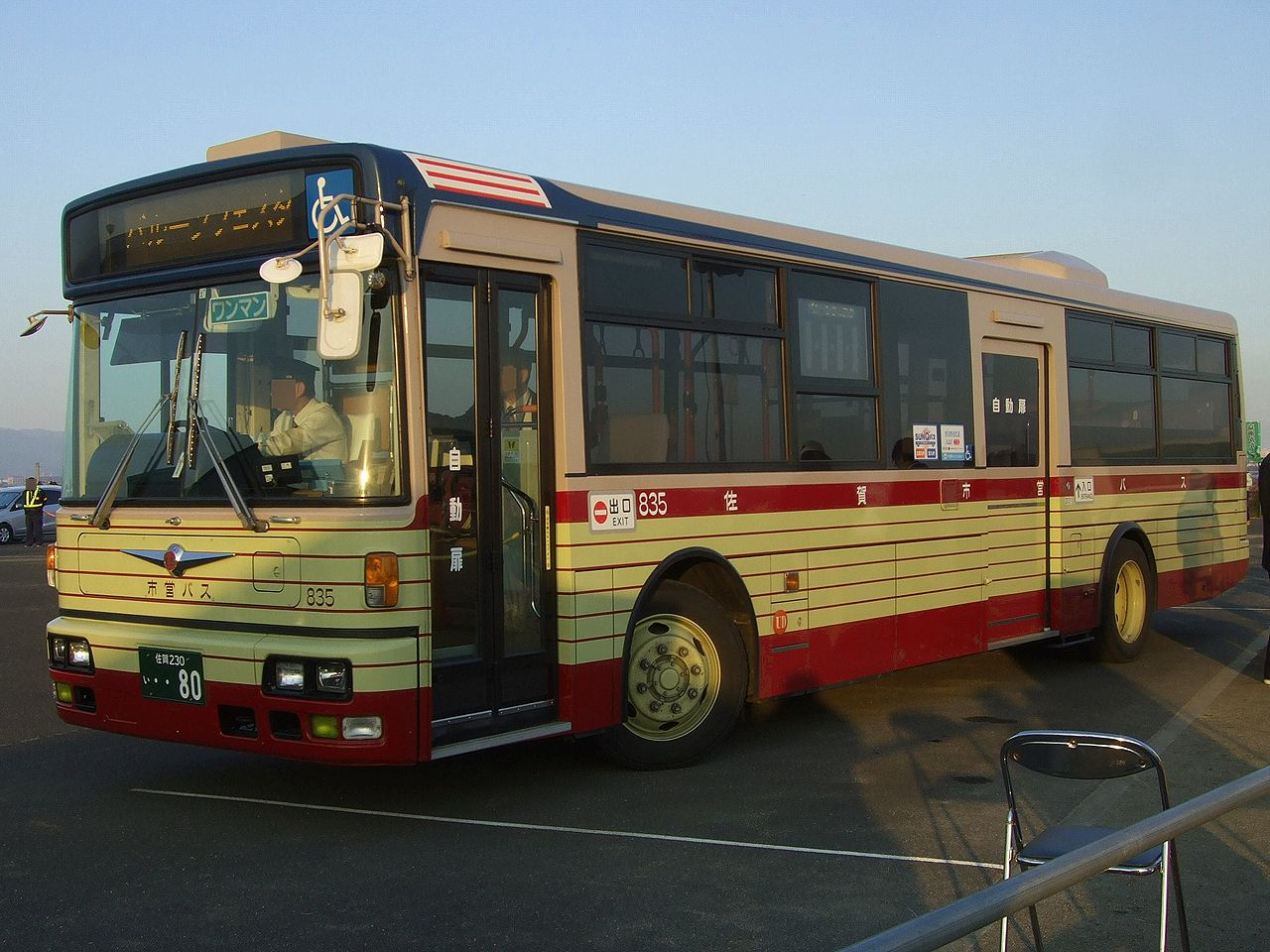
835 80周年記念カラー車。1981年までに導入された車両の色を復刻したもの。
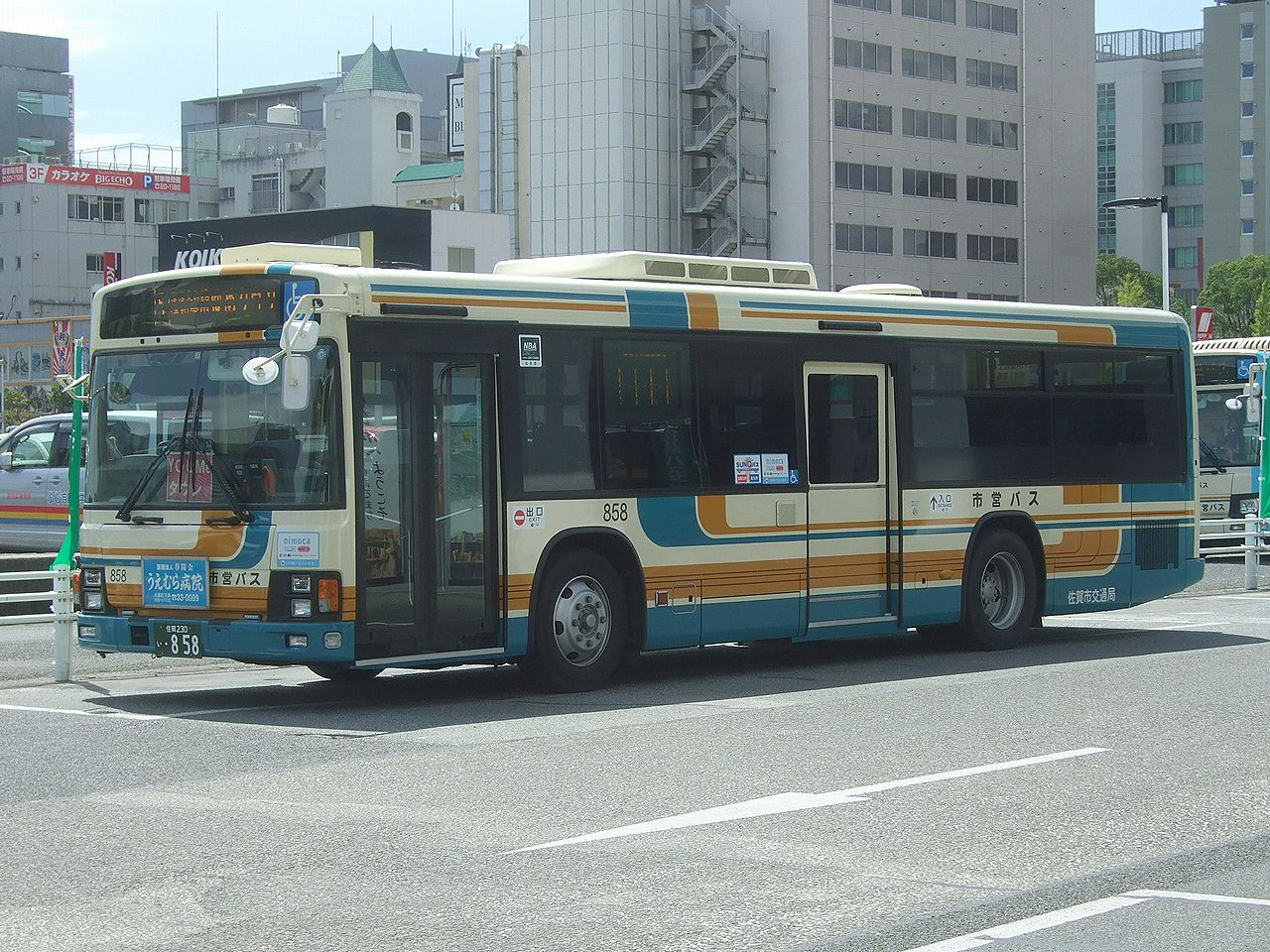
858 705号車と同一の塗り分けを復刻したもの
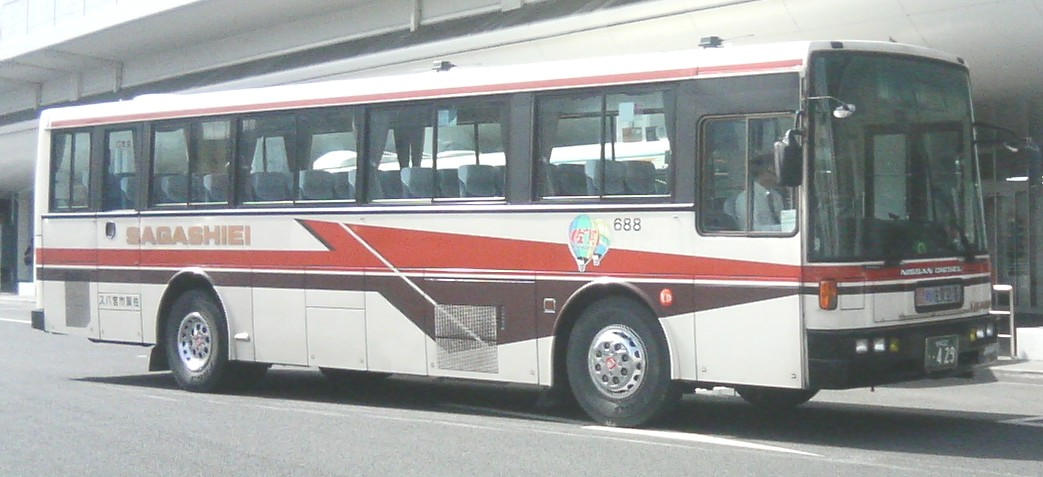
688 主に佐賀空港線に使用されていた貸切路線兼用車
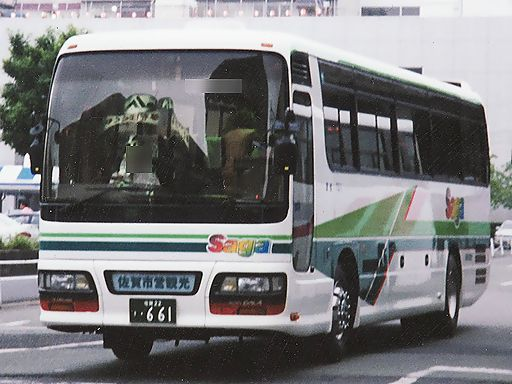
721 かつて保有していた貸切車
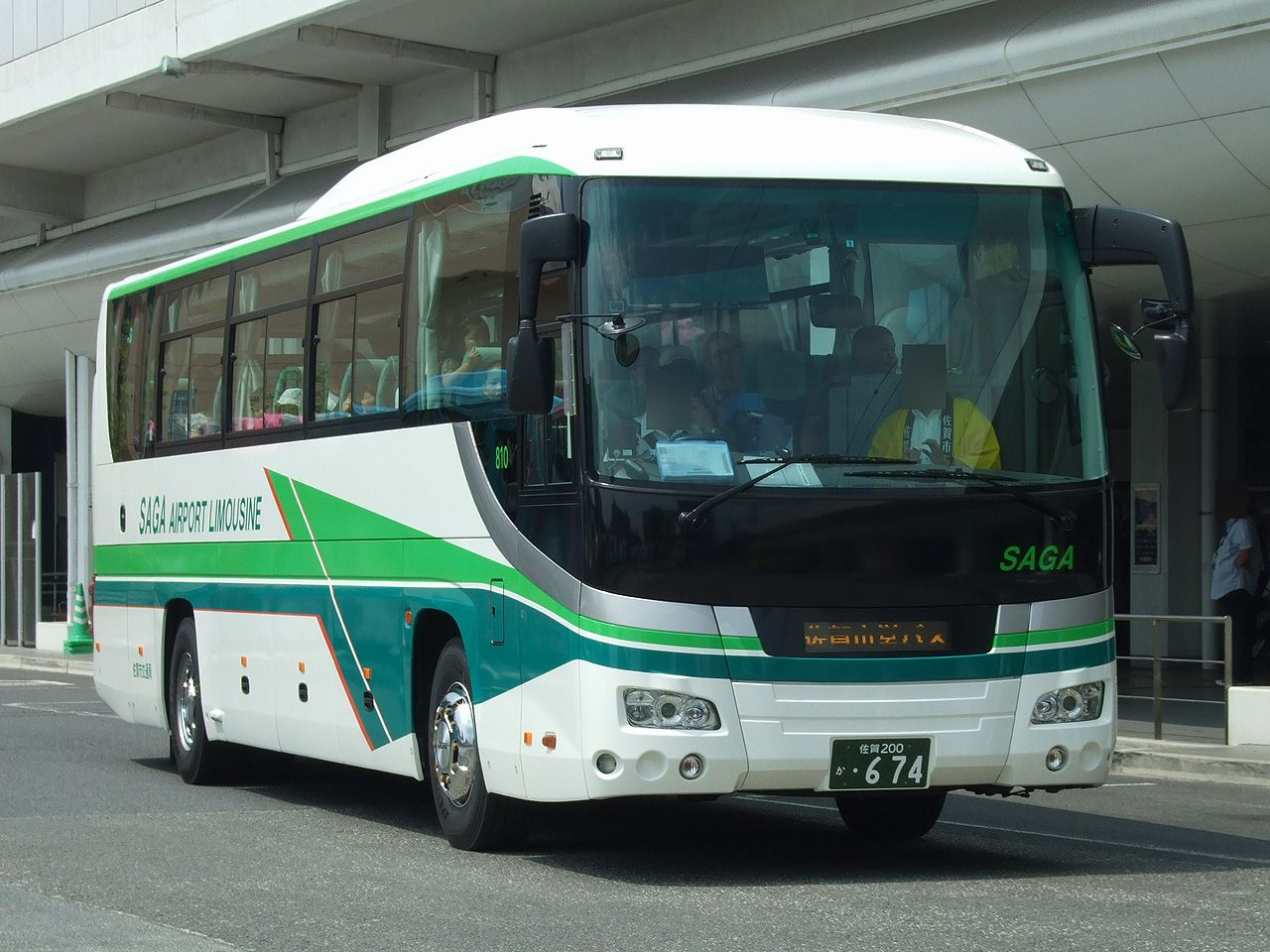
810 佐賀空港リムジンバス専用車
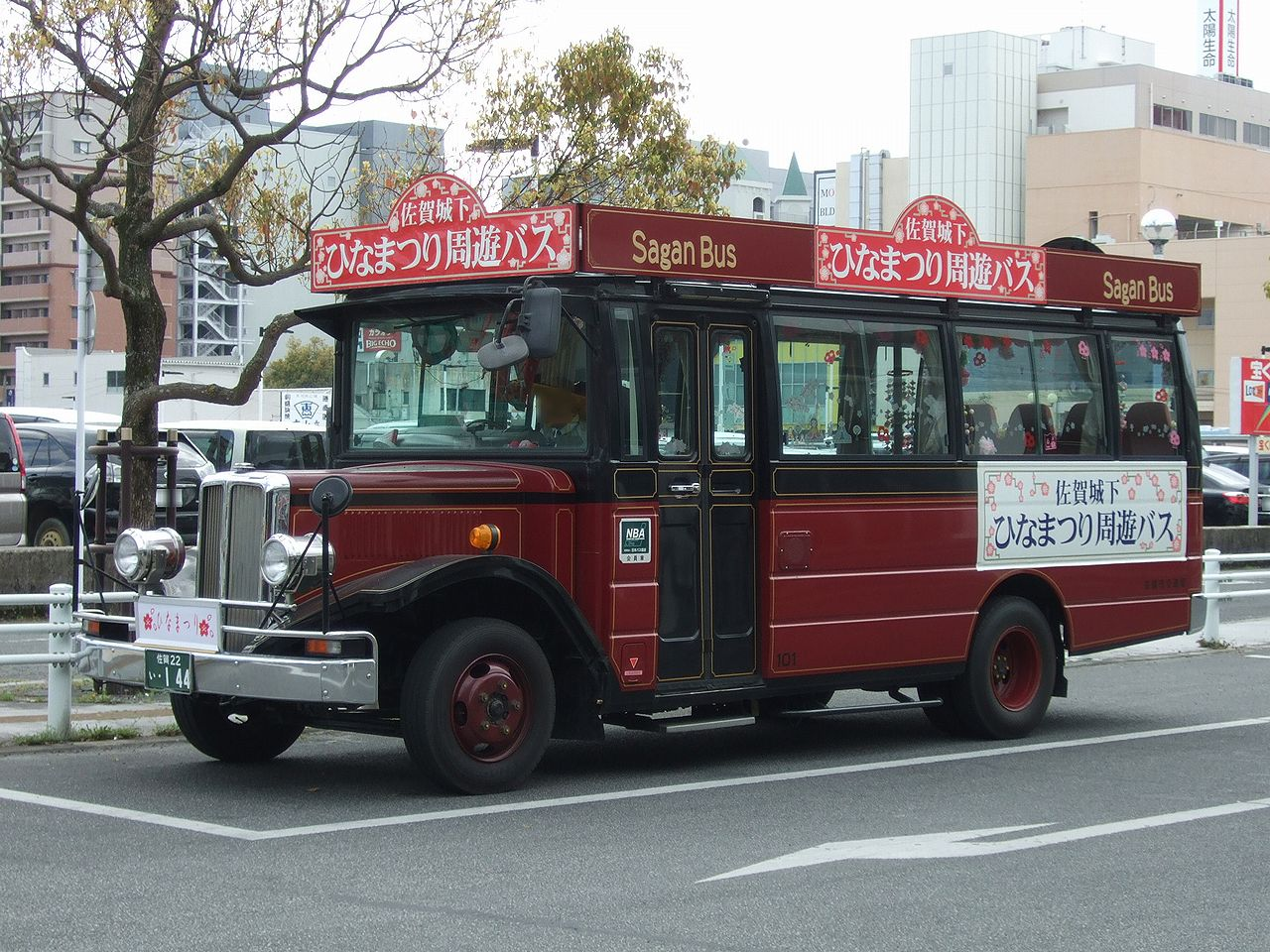
101 臨時バスなどで使用されるボンネットバス

## 経営改革について
赤字が続いている市営バス事業の見直しを進めている佐賀市の方針により、運転手の補充は嘱託職員に限っている。既に運転手の半数が嘱託となっており、人件費の削減につながっている。また、2006年末に路線延長の形で開設した5系統：ゆめタウン線の集客が好調に推移し、収支は改善。2007年度（平成19年度）の単年度収支は613万円の黒字となり、5年ぶりに黒字となった（前年度の赤字額約7,100万円から大幅に改善）。今後ともコスト見直しと乗客増に努める、としている。
2008年度（平成20年度）は軽油価格の高騰により再び赤字に転落したが、2009年度（平成21年度）は逆に軽油価格が下がったため379万円の黒字に回復した。
経営健全化計画によれば、2011年度（平成23年度）に運賃値上げ（平均7%）を実施するほか、回数券、定期券の割引率を見直すとしている。引き続き正規職員の採用を凍結し嘱託職員への移行を進める。一方、空港回数券、土日祝フリー乗車券等の新規商品の開発も行い、乗客減に歯止めをかけたい、としている。新たに販売を開始した中高校生向けの夏休み限定のフリーパス券は好評を博しているが、乗客減の傾向には依然歯止めがかかっておらず、今後も地道にバス利用を訴えたい、としている。
なお、平成22年度から平成25年度の4年間で総額6億円強を佐賀市の一般会計から繰り入れ、資金不足比率を下げる、としている。

## 運賃・乗車券
一般的な後乗り前降りで、整理券方式である。ただし、ゆめタウン線のみ距離が短く全線初乗り運賃区間となるため整理券を発行していない。
- 回数券 - プレミアム2割。金額式回数券は24枚綴で20枚分の価格、ミックス券は40円券15枚・50円券18枚・60円券15枚のセットで2000円。共通回数券制度があり、佐賀県内の昭和バス・祐徳バス・西鉄バス（西鉄バス佐賀・西鉄バス久留米）、JR九州バスならびに西肥バスでも利用可能（高速バスを除く）。佐賀県内で発行された昭和バス・祐徳バス・JR九州バスの紙式回数券や、西鉄バスで利用可能なnimoca（後述）も佐賀県全域で利用可能。
- 乗車カード - 2017年2月16日にIC乗車カードnimocaを導入した。2012年に策定した公共交通ビジョンで導入検討を明記し、2016年には導入に伴う事業費の3分の1を補助する国土交通省の制度を利用する方針を示していた[26]。
- 定期券 - 永らく紙式であったが、2018年3月1日よりICカードnimocaへの載せ替えが進んでいる。また、のりのりワイドや昼のりワイドと言った新商品も出ている。
- 一日乗車券 - 全線利用可能な「全線フリー1日乗車券」と、佐賀駅バスセンターから運賃160円の範囲のみ利用可能な「指定区域内フリー1日乗車券」がある。
- 障害者割引制度 - 身体・知的・精神障害者割引あり。障害者用nimocaも発行する。

かつて存在した割引制度
- エコ定期券制度 - 通勤定期を所持している場合、定期区間外の本人の運賃と同伴家族の運賃が1乗車100円になる制度（小児半額）

nimoca定期券導入に伴い2018年3月31日付で廃止された。